# رام می‌داند
«رام جانه» (هندی: राम जाने، اردو: رام جانے) یک فیلم «سوپر دراماتیک» هندوستانی است که در سال ۱۹۹۵ منتشر شد. از بازیگران آن می‌توان به شاهرخ خان و جوهی چاولا اشاره کرد.

## موضوع فیلم
«رام جانه» توسط پلیس‌های فاسد دستگیرشده و روانه زندان می‌شود. پس از چند سال او آزاد شده و به خیابان‌ها بازمی‌گردد. او تصمیم می‌گیرد به بچه‌های محلی کمک کند تا دچار فساد نشوند و…